# 多花泽兰
（學名：Eupatorium amabile），为菊科泽兰属的植物，是台灣的特有植物。分布在海拔3000公尺以上之岩地。